# Capitale della moda

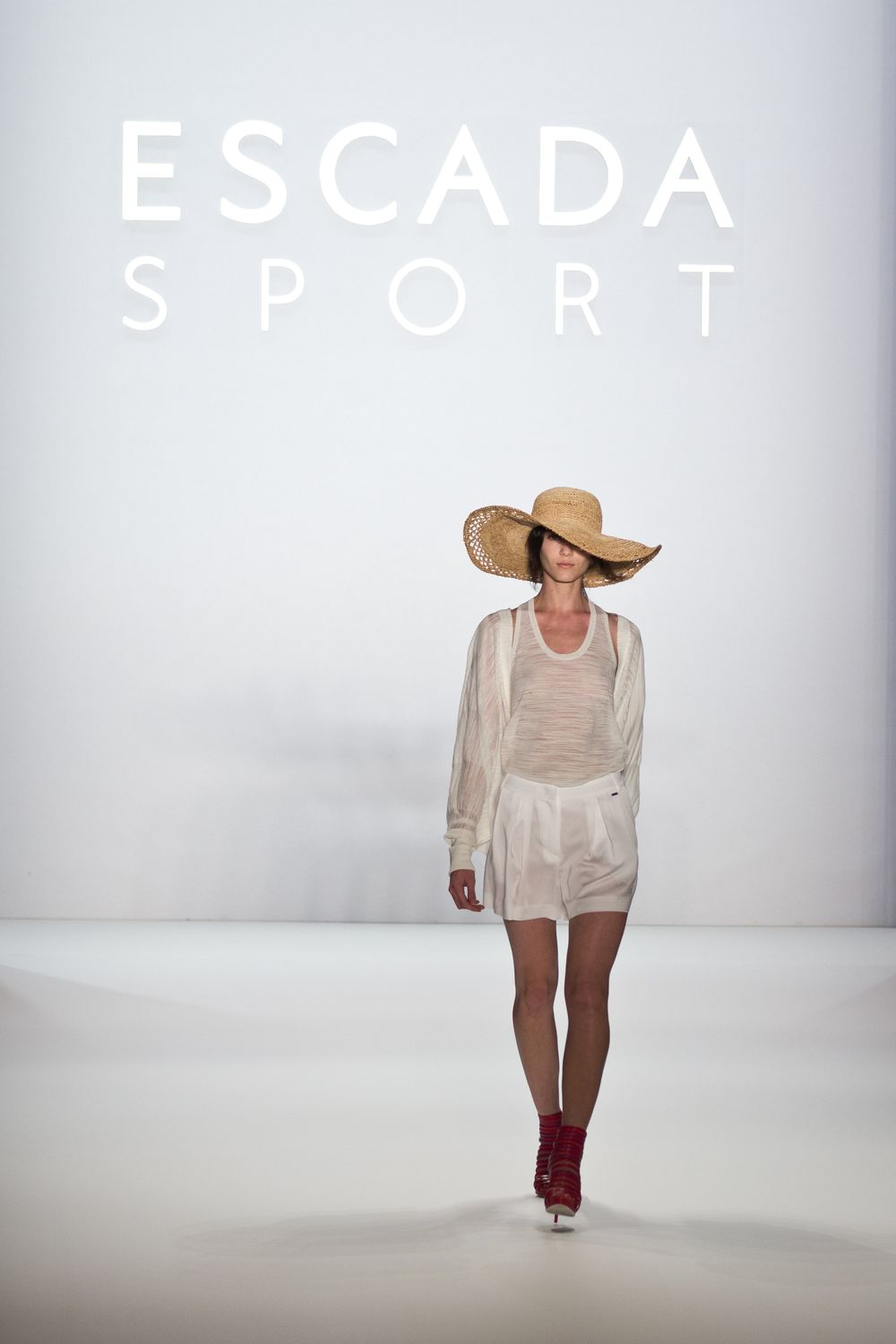
Escada Sport alla settimana della moda di Berlino Primavera/Estate 2013

È chiamata capitale della moda una città molto influente del settore, nella quale la progettazione, la produzione e la vendita al dettaglio dei prodotti, insieme ad eventi come settimane della moda, generano un fatturato significativo. In una capitale della moda hanno spesso sede parecchi stilisti e case di moda.
Le quattro maggiori capitali mondiali della moda, definite in inglese Big Four (Grandi Quattro), sono Parigi,  Milano, New York e Londra. Negli ultimi anni, comunque, l'importanza dell'industria della moda è cresciuta in diverse altre città nel mondo, come ad esempio Madrid, Roma, Berlino, Barcellona, Tokyo, San Paolo del Brasile e Los Angeles.

## Definizione di capitale della moda
Oltre al loro ruolo di leader nella moda, le capitali della moda hanno solitamente un mix di attività legate agli affari, alla finanza, all'intrattenimento, alla cultura e al tempo libero, mix che viene riconosciuto per avere un'identità unica e forte. È stato anche notato che lo status di "capitale della moda" è diventato sempre di più legato al profilo nazionale e internazionale della città. Le capitali della moda, tendenzialmente, sono parte di una più ampia scena legata al design, con scuole di design, riviste di moda e un mercato locale di clienti affluenti.
Spesso il termine capitale della moda è usato per descrivere le città che ospitano le settimane della moda, in particolare a Milano, Parigi, Londra e New York, per esibire la propria industria. Varie altre città ospitano delle settimane della moda che sono anch'esse influenti nella moda globale.

## Storia

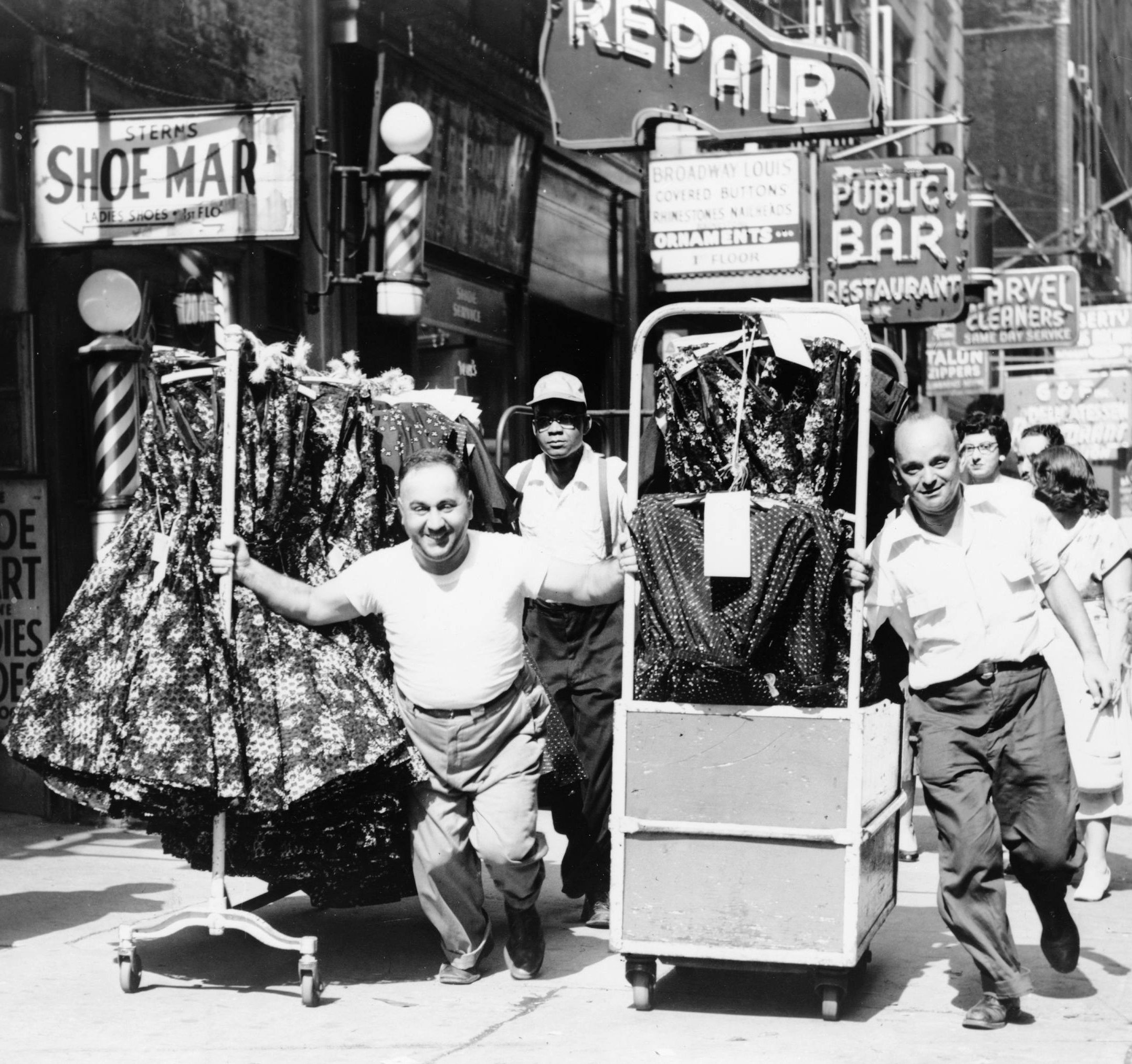
Distretto dell'abbigliamento di New York, 1955

Storicamente, varie città sono state, a turno, capitali della moda. Nel medioevo, Palermo divenne una capitale della moda per le produzioni pregiate dei laboratori reali famosi e ricercati in Europa e nel Mediterraneo, le Nobiles Officinae di Palazzo dei Normanni. Durante il Rinascimento, diverse città-stato italiane, grazie all'influenza culturale che esercitavano in quel periodo storico, erano considerate le principali trendsetter d'Europa. Tra queste città vi erano Firenze, Milano, Roma, Torino, Napoli, Genova e Venezia.
Verso la fine del XVI secolo, sotto l'influenza della corte regia britannica, Londra è diventata una delle più importanti città europee nel campo della moda. Similmente, grazie al potere della Spagna in questo periodo storico, la corte spagnola ha iniziato a influenzare la moda, rendendo Madrid un altro principale centro per il settore. Analoga sorte è spettata a Parigi, un secolo dopo, grazie all'influenza della corte regia francese, sotto il re Luigi XIV.
Durante il XIX secolo, con il potente Impero britannico e la giovane Regina Vittoria sul trono (dal 1837), Londra è tornata a essere una delle principali città nel settore della moda. Ciononostante, ha continuato a guardare a Parigi per ispirazioni stilistiche, tanto che lo stilista britannico Charles Frederick Worth, si recò presso la capitale francese nel 1846 per perfezionare e poi vendere le sue creazioni, tenendo anche le prime sfilate e lanciando per la prima volta il concetto di fashion label.

## Classifica annuale

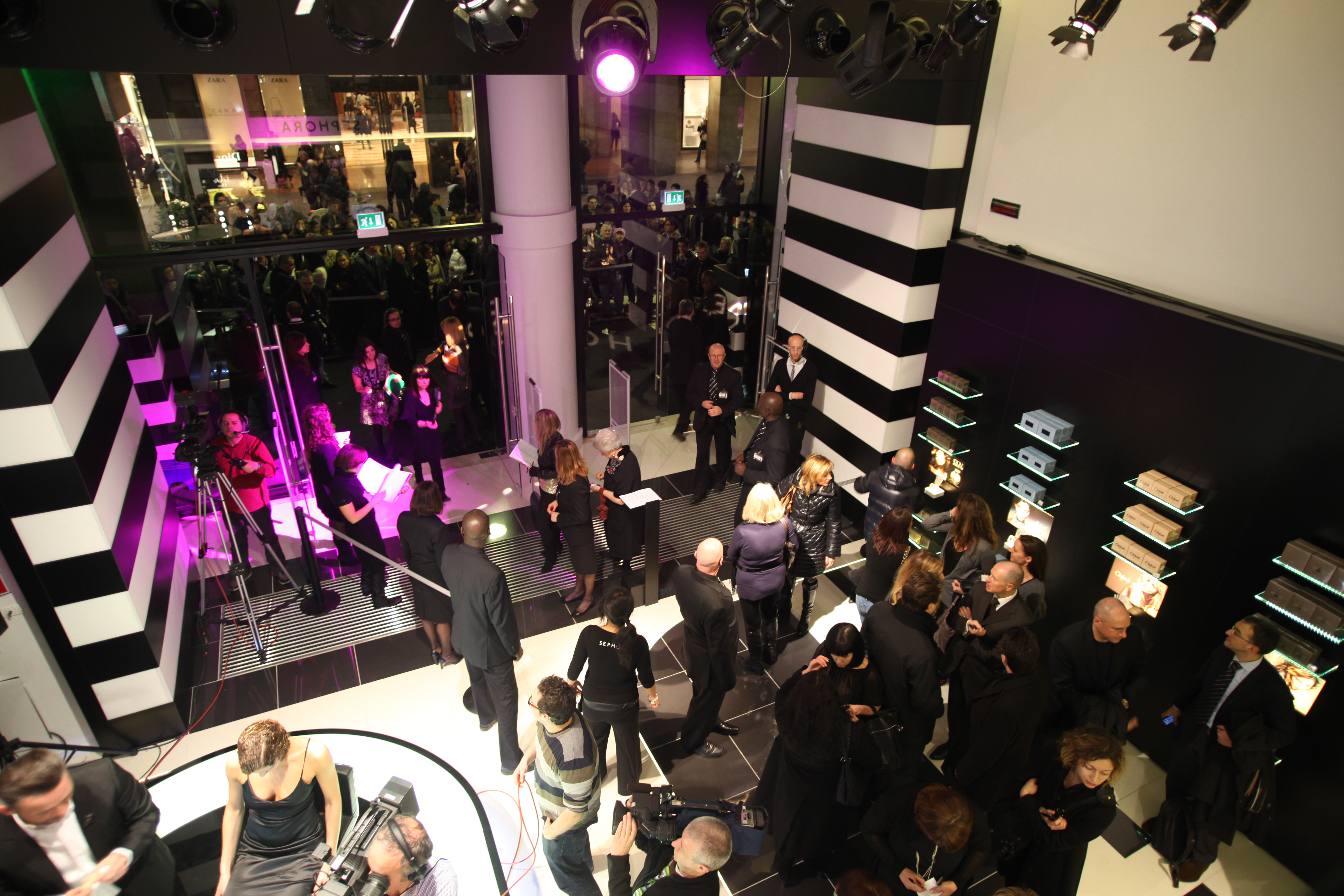
Un evento della Milano Fashion Week 2010

Una classifica annuale delle principali capitali della moda viene stilata dalla Global Language Monitor, una compagnia statunitense che traccia le tendenze attraverso l'uso linguistico in tutto il mondo.